# Петрова, Нина Павловна
Ни́на Па́вловна Петро́ва (15 [27] июля 1893, Ораниенбаум (ныне г. Ломоносов), Российская империя — 1 мая 1945, Штеттин, Германия (ныне Щецин, Польша) — участница Великой Отечественной войны, снайпер, полный кавалер ордена Славы.

## Биография
Родилась в Ораниенбауме. Через некоторое время семья перебралась в Санкт-Петербург. Однако глава семейства вскоре умер, и на руках у матери осталось 5 малолетних детей. Поэтому сразу после окончания пятого класса гимназии Нина поступает в торговую школу. Через три года она переезжает к родственникам во Владивосток, где работает счетоводом и вечерами обучается в коммерческом училище.
Позднее Петрова переезжает в Ревель, где работает на судостроительном заводе. После революции 1917 года Петрова оказывается в городе Лодейное поле, где активно участвует в общественной жизни. В 1927 году она с дочерью переезжает в Ленинград.
Работала инструктором физкультуры и стрелкового спорта в спортивном обществе «Спартак» в Ленинграде. Сама тоже активно занималась спортом. Она увлекалась верховой ездой, велосипедом, греблей, плаванием, баскетболом, лыжами, хоккеем с мячом, конькобежным спортом. В 1934—1935 годах Петрова была капитаном сборной женской команды по хоккею с мячом Ленинградского военного округа. Заняла первое место в лыжном пробеге на Всеармейской зимней спартакиаде 1934 года, занимала призовые места на различных стрелковых соревнованиях. Одной из первых в Ленинграде заслужила значок ГТО I ступени.
Однако главным видом спорта для Петровой стала пулевая стрельба. На Всесоюзной летней спартакиаде ЦК профсоюза работников местного транспорта завоевала командное первое место и получила именную малокалиберную винтовку. Она поступила в снайперскую школу, которую окончила и в которой стала потом инструктором. Только за 1936 год она выпустила 102 ворошиловских стрелка.
Участвовала в советско-финской войне 1939—1940 годов.

## Участие в Великой Отечественной войне
К началу Великой Отечественной войны ей было уже 48 лет и она не подлежала призыву. Однако она добровольно вступила в ряды 4-й дивизии народного ополчения Ленинграда, затем служила в медсанбате.
С ноября 1941 года находилась в действующей армии, став снайпером 1-го стрелкового батальона 284-го стрелкового полка 86-й Тартуской стрелковой дивизии. Начав службу рядовым снайпером, она дослужилась до звания старшины и должности командира отделения снайперов.
В боях под Ленинградом не только выходила на боевые позиции и уничтожала врага, но и занималась обучением других снайперов. Всего за годы войны она подготовила более 500 снайперов. За бои под Ленинградом Петрова была награждена медалями «За боевые заслуги» и «За оборону Ленинграда».
16 января 1944 года в районе села Зарудины Ленинградской области Нина Павловна метким выстрелом уничтожила вражеского связиста, а затем ещё одного. Её позиция была обнаружена, но она успешно отошла на запасную, откуда уничтожила ещё 3 солдат противника. Всего к марту 1944 году на её личном боевом счёту насчитывалось 23 уничтоженных солдата противника. 2 марта она была награждена орденом Славы 3-й степени.
В рядах 3-го Прибалтийского фронта, в боях в районе железнодорожной станции Лепассааре (Пылваский район Эстонии) в начале августа 1944 года Нина Петрова находилась в боевых порядках стрелковых подразделений, снайперским огнём уничтожала вражеских солдат, ходила в атаку и в разведку. В эти дни она уничтожила ещё 12 вражеских солдат. 20 августа 1944 Петрова была награждена орденом Славы 2 степени.
В феврале 1945 года в составе 2-го Белорусского фронта в боях за Эльбинг отделение Петровой прикрывало снайперским огнём атакующую пехоту, подавляя огневые точки противника. В этих боях Нина Павловна лично уничтожила 32 вражеских солдата, доведя общий счёт убитых врагов до 100.
В наградном листе командир полка отмечал:

«Товарищ Петрова участница всех боёв полка; несмотря на свой преклонный возраст (52 года), она вынослива, мужественна и отважна, время передышек полка от боёв она использует для совершенствования своего искусства снайпера и обучению личного состава полка своему искусству, за всё время ею подготовлено 512 снайперов».

Командарм Федюнинский подписал документ: «Достойна награждения орденом Славы I степени». Позднее в своей книге «Поднятые по тревоге» генерал армии И. И. Федюнинский вспоминал этот момент:

«Я знал её лично. Знакомство наше произошло следующим образом. Как-то после боёв под Эльбингом я подписывал представления к правительственным наградам. Внимание моё привлёк наградной лист, заполненный на снайпера старшину Петрову, которая представлялась к ордену Славы I степени. В наградном листе указывалось, что Петровой 52 года. Я не хотел верить глазам: неужели ей больше пятидесяти? Спрашиваю начальника штаба: „Может, машинистка допустила опечатку?“. Нет, ошибки не было».
За беспримерное мужество и отвагу, героизм и высокое воинское мастерство Указом Президиума Верховного Совета СССР от 29 июня 1945 года Н. П. Петрова награждена орденом Славы I степени.
Однако награда была уже посмертной. 1 мая 1945 года в районе города Штеттин Нина Павловна Петрова погибла. ЗИС-5 миномётчиков её полка, на котором ехала Петрова, упал в обрыв.
За несколько дней до гибели она написала своей дочери в Ленинград письмо 

«Устала я воевать, детка, ведь уже четвёртый год на фронте. Скорее бы закончить эту проклятую войну и вернуться домой. Как хочется обнять вас, поцеловать милую внученьку».
Всего на счету Нины Павловны Петровой было 122 (по другим источникам 107) убитых солдата и офицера противника и ещё троих она лично взяла в плен. Винтовка Петровой ныне хранится в музее.
По боевому донесению о потерях: Первичное место захоронения Польша, Щецинское воев., пов. Грыфинский, г. Грайфенхаген, южная окраина, правый берег р. Вест-Одер.нем. Greifenhagen — польск. Gryfino — Грыфино. Покоится на воинском мемориале в г. Грыфино, ул. Войска Польского в числе неизвестных, имя кавалера трёх орденов Славы в списках захоронения не увековечено.

## Награды
- Орден Отечественной войны 2-й степени (02.04.1945)
- Орден Славы 3-й степени (02.03.1944)
- Орден Славы 2-й степени (20.08.1944)
- Орден Славы 1-й степени (29.06.1945)
- Медаль «За боевые заслуги» (11.04.1943)
- Медаль «За оборону Ленинграда» (1943)
- наградное оружие — именная 7,62-мм снайперская винтовка обр. 1891/1931 гг. (март 1945)[3]

## Память

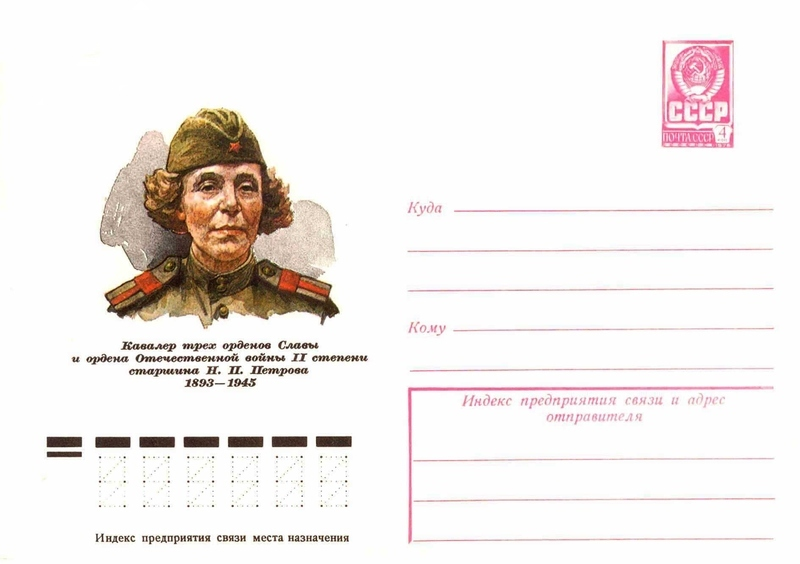
Почтовый конверт СССР

В 1978 году издан художественный маркированный конверт, посвященный героине.
Так же в Санкт-Петербурге, одна из улиц носит её имя.

## В художественной литературе
- Мизин, В. М. Снайпер Петрова. — Л.: Лениздат, 1988. — 120 с.